# Грачёв, Андрей Дмитриевич
Андрей Дмитриевич Грачёв (10 (23) августа 1900 — 24 апреля 1964) — советский специалист по авиационным двигателям внутреннего сгорания и жидкостным ракетным двигателям.

## Биография
В начале 1940-х гг., находясь в заключении, работал в тюремном конструкторском бюро под руководством А. Д. Чаромского. В июне 1942 г. Грачева в составе группы заключённых из 9 человек во главе с Чаромским за завершение разработки дизельного мотора М-30 досрочно освободили со снятием судимости постановлением Президиума Верховного Совета СССР, а в сентябре 1955 г. он был полностью реабилитирован и дело было прекращено за отсутствием состава преступления по решению Военной коллегии Верховного Суда СССР. Чуть раньше в 1954 году постановлением Комиссии партийного контроля при ЦК КПСС он был восстановлен в правах члена КПСС с сохранением партийного стажа.

Будучи начальником отдела 525 (в то время главного отдела КБ), Грачев по сути вел непосредственную разработку различных ЖРД под руководством главного конструктора академика В. П. Глушко. Именно Глушко выдвинул кандидатуру Грачева в список на присвоение имен образованиям на невидимой (обратной) стороне Луны. Решение об утверждении этого наименования — кратер Грачев (Grachev) — было принято Международным астрономическим союзом в 1970 году.